# Eliporto di Clusone
L'eliporto di Clusone (ICAO: LILS) era un eliporto italiano che si trovava a Clusone in Provincia di Bergamo. È stato utilizzato per il soccorso alpino e dalla Protezione civile.

## Storia
Nel 2012 l'eliporto è stato chiuso, dopo che gli edifici sono stati acquisiti dalla società Se.T.Co che, a sua volta, ha dato in gestione la struttura alla G.Eco società per l'igiene ambientale.